# Mänskliga rättigheter i USA

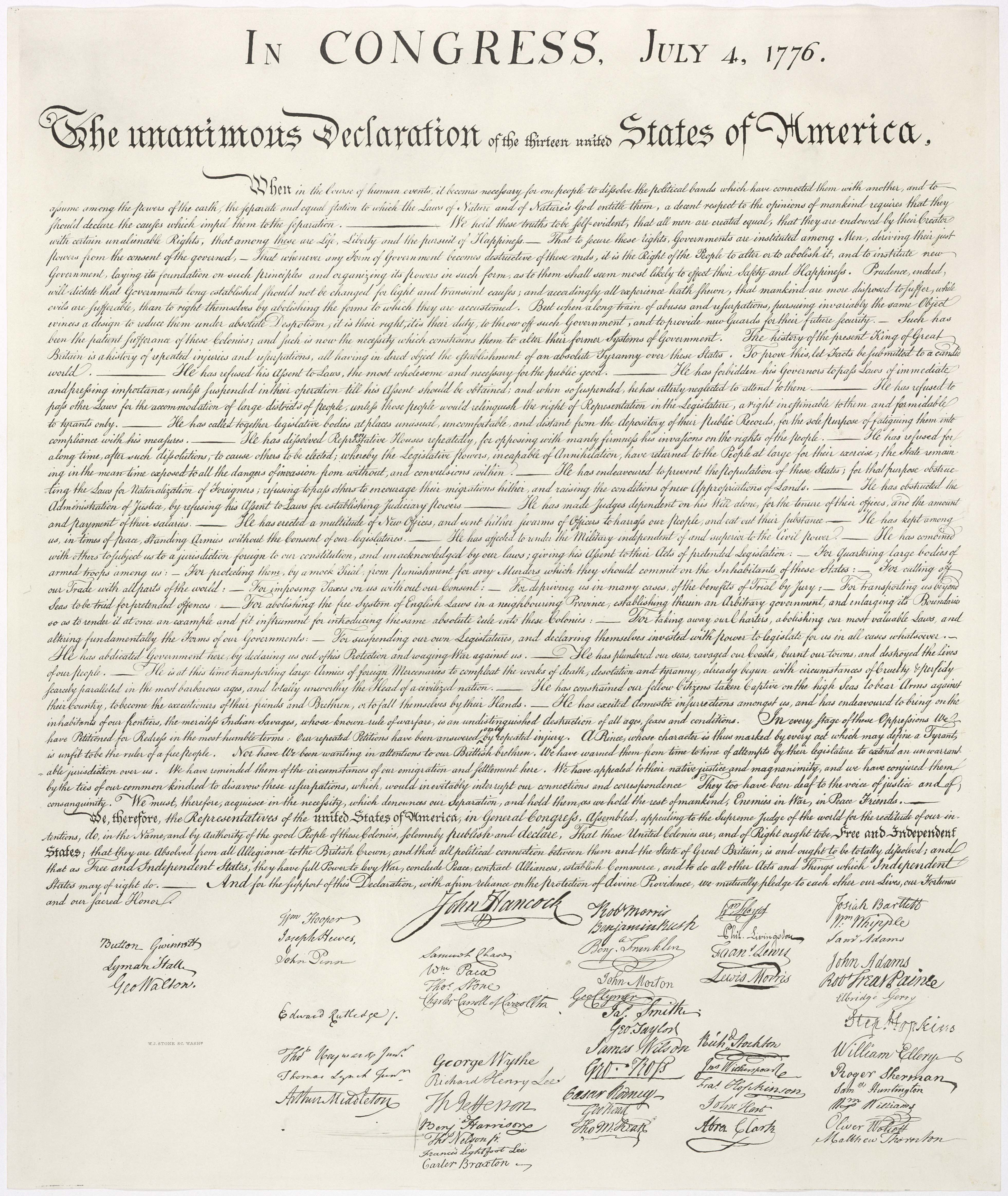
I USA:s självständighetsförklaring från 1776, föreslår Thomas Jefferson skrivningar om allas lika värde och rättigheter. Historikern Joseph J. Ellis har kallat deklarationen den mest citerade skriften om mänskliga rättigheter i mänsklighetens historia.

Mänskliga rättigheter i USA är fastställda i landets konstitution.
Sveriges utrikesdepartementet har publicerat en rapport om mänskliga rättigheter I USA 2017.

## Historik
De första mänskliga rättighetsorganisationerna (MR-organisationerna) i de tretton kolonierna i Brittiska Amerika, vilka hade som uttalat mål att avskaffa slaveriet grundades av Anthony Benezet 1775. 

## MR och juridik

### Kön

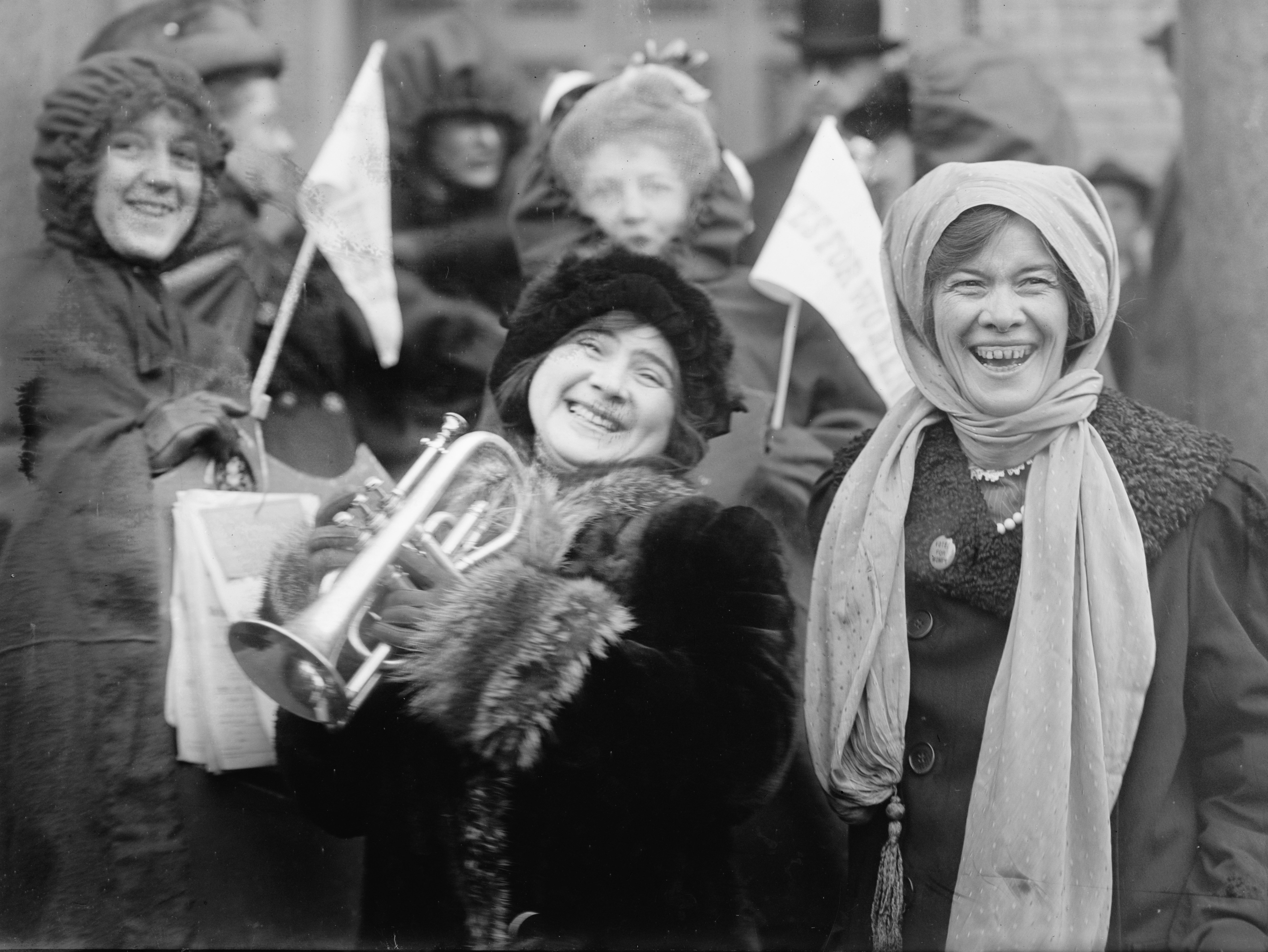
Amerikanska suffragetter som demonstrerar för rösträtten, februari 1913.

Det nittonde tillägget till USA:s konstitution förbjuder såväl delstaterna som den federala regeringen att neka någon medborgare rösträtt baserat på personens kön.